# Pseudohelicomyces albus
Pseudohelicomyces albus är en svampart som beskrevs av Garnica & E. Valenz. 2000. Pseudohelicomyces albus ingår i släktet Pseudohelicomyces, divisionen sporsäcksvampar och riket svampar.   Inga underarter finns listade i Catalogue of Life.